# Maison prévôtale de Lesges
La Maison prévôtale de Lesges est située à Lesges, en France.

## Description

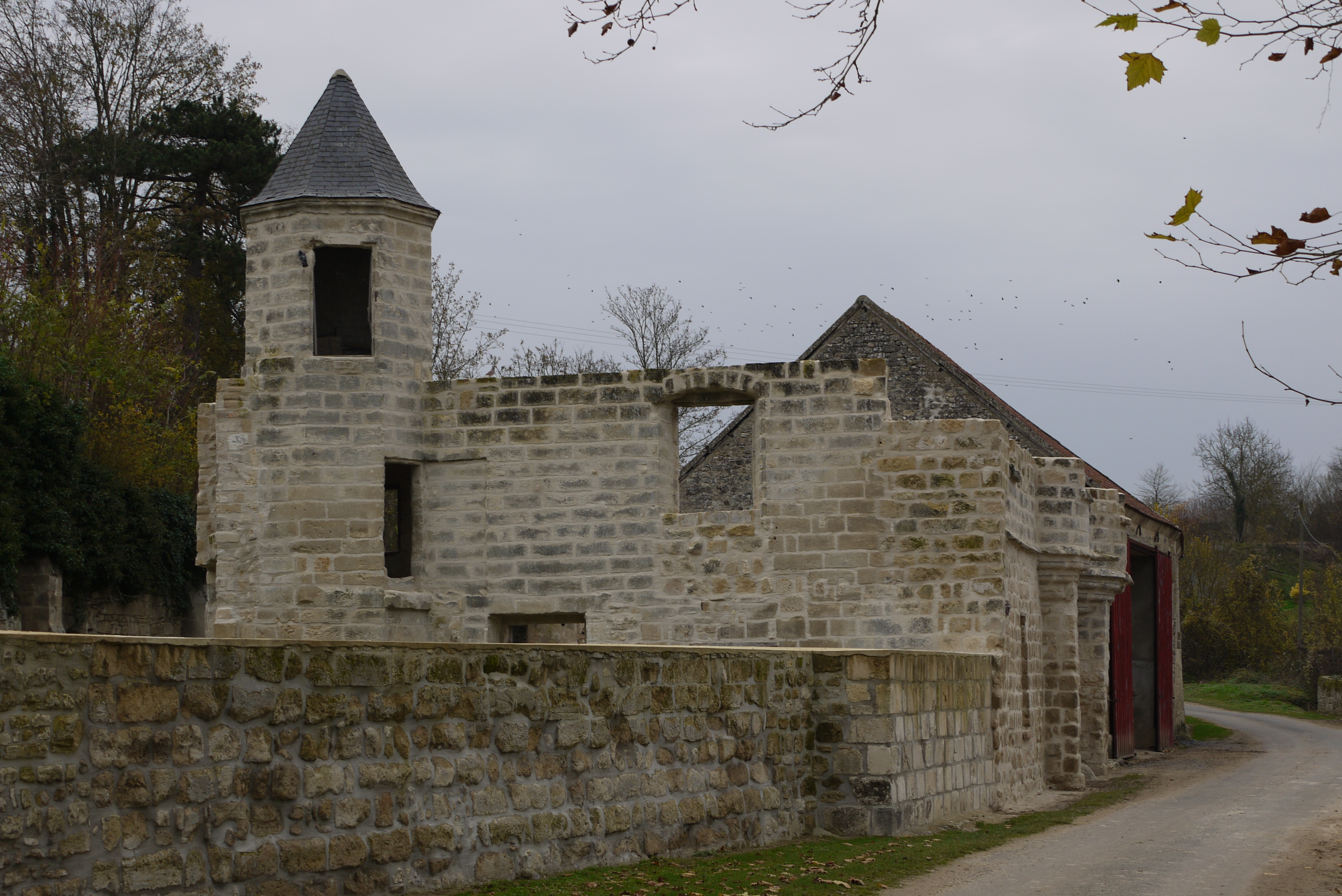
Prévôté de Lesges

## Localisation
La prévôté est située sur la commune de Lesges, dans le département de l'Aisne.

## Historique
Le monument est inscrit au titre des monuments historiques en 1927.